# にこまるワイド
『にこまるワイド』は、2010年3月29日から2017年3月31日まで瀬戸内海放送で放送されていた平日のローカル情報番組。ハイビジョン制作。通称『にこワイ』。

## 概要
もともと本時間帯には『ワイド!スクランブル・第1部』が放送されていたが、『KSBニュース&天気』や『情報スパーク! KSBひるズ』の放送開始のため、11:45までは差し替えられていた。
その後、『KSBスーパーJチャンネル』が2010年3月29日から放送開始時間を8分早い16:45からにしたため、同年3月26日をもって終了した『にこまるTV』を移転させ（ただし、『TV』時代にも11時台に放送していた時期がある）、本番組を開始させた。そのため、タイトルは『にこまるTV』を由来としており、スタジオも『TV』時代のものを継続して使用し、番組ロゴもカラーリングなどを若干マイナーチェンジして使用している。本時間帯の自社制作番組は『KSBひるズ』以来1年ぶりとなる。
2010年6月14日放送分から、アナログ放送において16:9レターボックスサイズでの放送となり、地上デジタル放送でのテロップ位置も16:9に合わせる形となった（同日から生放送の自社制作番組はすべて16:9仕様となったが、7月2日放送分までは『ワイド!スクランブル・第1部』（実質的には『ANNニュース』）のみ通常の4:3サイズで放送していた）。
2012年4月2日より、2時間サスペンスドラマ再放送枠が午前の時間帯（9:55 - 11:45）に移動したため、本番組は15:00枠に移動したが、2012年10月の改編でテレビショッピング枠が14:00へ移ったため、本番組は30分繰り下げられることになった。
2014年4月1日より2時間サスペンスドラマ再放送枠が午後の時間帯（13:20 - 15:15）に再移動し、15:15 - 15:45に30分ドラマ放送枠がスタートしたため、本番組は13:05 - 13:20枠に移動した。
2014年9月29日より本番組の前座番組『ワイド!スクランブル・第2部』（テレビ朝日制作）の枠拡大（12:30 - 13:45）および『上沼恵美子のおしゃべりクッキング』（朝日放送制作）の枠移動（13:45 - 14:00）が実施され、『ワイド!スクランブル・第1部』の飛び乗り点が11:45のみとなることから、本番組は11:30 - 11:45に枠移動した。
2016年7月4日から放送時間を従前より5分前拡大となる、11:25 - 11:45に変更したが、2017年3月31日をもって終了。同年4月3日からはそれまでの後続番組『ワイド!スクランブル・第1部』を、11:45飛び乗りから10:30飛び乗りに変更し、2018年4月2日からフルネットに切り替えた。(テレビ朝日では2016年10月31日から10:25開始としたため、その日以降、飛び乗り点が10:30・11:45の2か所に設けられた。)
本番組の直接的後継番組として、2017年4月3日から、毎週月 - 金曜日9:55 - 10:00および月 - 木曜日14:00 - 14:05に『にこまるinfo』を、同月7日から毎週金曜日14:00 - 14:30（再放送：同月8日から毎週土曜日1:20 - 1:50〈金曜日深夜〉。テレビ朝日制作『朝まで生テレビ!』放送がある週は『朝生』終了後に放送。また、編成上の都合で時間変更あり。）に『にこまるカフェ』をそれぞれ放送開始。

## 放送時間
| 期間       | 期間       | 放送時間（JST）            | 備考 |
| ---------- | ---------- | -------------------------- | --- |
| 2010.03.29 | 2012.03.30 | 平日 11:30 - 12:00（30分） | 11:45からは『ワイド!スクランブル・第1部』（実質的には『ANNニュース』）を一括内包 同番組放送時にはリアルタイム字幕放送を実施。 |
| 2012.04.02 | 2012.09.28 | 平日 15:00 - 15:15（15分） | 『にこまるTV』以来の15分番組に戻った。                                                                                        |
| 2012.10.01 | 2014.03.31 | 平日 15:30 - 15:45（15分） | |
| 2014.04.01 | 2014.09.26 | 平日 13:05 - 13:20（15分） | |
| 2014.09.29 | 2016.07.01 | 平日 11:30 - 11:45（15分） | |
| 2016.07.04 | 2017.03.31 | 平日 11:25 - 11:45（20分） | |

## 出演者

### キャスター
いずれも『にこまるTV』からの続投で、11:42頃までの出演。
- 前田圭見
- 油井亜衣

## 関連番組
- テレビ朝日系列平日昼前の情報番組枠